# IDCフロンティア
株式会社IDCフロンティア（英称：IDC Frontier Inc.）はIaaS型クラウドサービスとデータセンター事業を軸としたITインフラを提供している日本の事業者であり、ソフトバンクのグループ企業。
Yahoo! JAPANのサービスを運用しているデータセンター企業でもある。

## 沿革
- 1986年（昭和61年）- 伊藤忠商事・トヨタ自動車・英ケーブル・アンド・ワイヤレスなどの出資により国際デジタル通信企画として設立された。その後、国際デジタル通信株式会社（IDC）に社名変更し、国際通信専業の事業会社として発展した。
- 1999年（平成11年）9月 - ケーブル・アンド・ワイヤレスに買収され、社名をケーブル・アンド・ワイヤレスIDC株式会社に変更。CWグループのアジアハブとして事業運営される。
  - IDCを巡り、国際電話事業への新規参入を目指すNTTグループとCWで買収戦が起こる。その後、NTTはNTTコミュニケーションズにより自力参入した。
- 2002年（平成14年）8月 - 経営再建中のピーエスアイネット株式会社を買収。
- 2003年（平成15年）9月 - 経営再建中のエクソダスコミュニケーションズ株式会社を買収。
  - エクソダスコミュニケーションズの傘下にはかつてグローバルオンラインジャパン（GOL, 1999年11月にエクソダスが買収）があったが、同年1月にフュージョン・コミュニケーションズに売却していた。
- 2005年（平成17年）
  - 2月17日 - チェンジオブコントロール（資本拘束条項）を伴う経営権の移動により、ソフトバンクグループの一員となる。日本テレコムIDC株式会社に社名変更。
  - 5月 - ソフトバンクIDC株式会社に社名変更。通信事業を日本テレコム（後のソフトバンクテレコム、現・ソフトバンク）に対し、（新）日本テレコムIDC株式会社として分割。その後、アバヴネットジャパン株式会社を合併、ソフトバンクグループのデータセンター専業会社となった。
- 2007年（平成19年）- 情報セキュリティ認証基準「ISO/IEC27001:2005（JIS Q 27001:2006）」を取得している。
- 2008年（平成20年）
  - 1月25日 - 特定非営利活動法人ASP・SaaSインダストリ・コンソーシアム・ジャパン（略称ASPIC）が主催する「ASP・SaaS・ICTアウトソーシングアワード2007/2008」で、IDC部門 大規模分野準グランプリを受賞。
  - 5月 - 第36回「環境賞」で環境大臣賞・優秀賞を受賞。
  - 11月 - 福岡北九州データセンター、北九州市が選定する「北九州市環境賞」の奨励賞を受賞[4]。
  - 12月 - 「平成20年度地球温暖化防止活動環境大臣表彰」を受賞[4]。
- 2009年（平成21年）
  - 2月2日 - ソフトバンクIDCソリューションズ株式会社に社名変更。国際デジタル通信由来の法人格を継承。営業部門は100%子会社の（新）ソフトバンクIDC株式会社に分割。
  - 2月19日 - 2月24日付けでソフトバンクIDCソリューションズの全株式をYahoo! JAPAN（ヤフー株式会社）に売却することを公表、以降ヤフーグループとなる。ヤフーにとってはデータセンターの自社運営が可能となることでの業務効率化を目指すとしている。
  - 3月30日 - ソフトバンクIDCソリューションズがヤフーに吸収合併[5]。国際デジタル通信由来の法人格が消滅。
  - 4月1日 - 2月のヤフー傘下入りに伴い、（新）ソフトバンクIDCを株式会社IDCフロンティア（現商号）に社名変更。
  - 6月30日 - パブリッククラウド（IaaS）サービスの提供を開始。
- 2010年（平成22年）10月 - グリーン・グリッド（The Green Grid）とDatacenterDynamics社が共催する「グリーン・グリッド データセンター・アワード2010」の特別賞を受賞。
- 2011年（平成23年）
  - 6月 - ASP・SaaS・クラウド コンソーシアム（略称 ASPIC）が主催する「第5回 ASP・SaaS・クラウドアワード2011」のデータセンター部門で準グランプリを受賞。
  - 9月20日 - CloudStackを採用したクラウドサービス「セルフタイプ」の提供を開始。
- 2012年（平成24年）4月 - 東京国税局の税務調査で租税回避を指摘され、追徴税額約6億円を求められたことが明らかとなる。同社はこれを不服として、東京地裁に処分取消を求め提訴した。2016年2月、ヤフー・IDCF側の敗訴が確定した[6]。
- 2013年（平成25年）1月 - クラウドストレージサービス開始。
- 2014年（平成26年）9月 - データ分析基盤プラットフォームサービス開始。
- 2018年（平成30年）5月1日 - 親会社のヤフー株式会社が全株式をソフトバンク株式会社に譲渡し、ソフトバンク株式会社が親会社となる[7]。
- 2019年（平成31年）4月1日 - ファーストサーバ株式会社を吸収合併[8]。
- 2020年（令和2年）12月 - 東京府中データセンター運用開始。

## 事業所
- 東京第一オフィス - 〒100-0011 東京都千代田区内幸町二丁目1番6号　日比谷パークフロント
- 東京第二オフィス - 〒105-0012 東京都港区芝大門二丁目9番16号　Daiwa芝大門ビル
- 大阪オフィス - 〒541-0052 大阪府大阪市中央区安土町一丁目8番15号　野村不動産大阪ビル

### データセンター
- 東京府中データセンター - ハイパースケールデータセンター[9]
- 東京有明データセンター
- 東京日本橋データセンター
- 神奈川横浜データセンター
- 大阪吹田データセンター
- 福岡北九州データセンター（アジアン・フロンティア[4]） - ハイパースケールデータセンター[9]、西日本最大規模[10][11]
- 福島白河データセンター - ハイパースケールデータセンター[9][11]
- 北海道苫小牧データセンター - 2026年度稼働予定[12]